# Македонци у Црној Гори
Македонци чине националну мањину у Црној Гори. Посљедњи званични попис урађен 2023. године показао је да у Црној Гори има 834 Македонца, што је 0,13% од укупног броја становника. Македонским језиком говори 613 особа, односно 0,1% укупног броја становника. Највећи број Македонаца у Црној Гори живи у главном граду Подгорица, њих 301, односно 0,17% укупног броја становника у граду.

## Историја Македонаца у Црној Гори
До 1948. године у Црној Гори су живјела 133 Македонца, а 1981. овај број је порастао на 875. На попису становништва Југославије 1991. године избројано је 1.072 Македонаца, а до 2003. овај број је пао на 819. Македонски језик је био матерњи језик за 507 људи. Македонци су били највише концентрисани у Подгорици, Херцег Новом и Тивту. Црна Гора данас броји 813 Македонаца.

## Организације
Двије главне организације Македонаца у Црној Гори су Удружење црногорско-македонског пријатељства и Национална заједница Македонаца у Црној Гори, која је основана 2006. године 
Национална заједница Македонаца у Црној Гори има за циљ да македонски језик учини популарнијим у Црној Гори и да помогне Македонцима да се боље интегришу у црногорски систем и тржиште.